# Partecipanti al Tour de France 1956
Qui di seguito viene riportato l'elenco dei partecipanti al Tour de France 1956.

## Corridori per squadra
Nota: R ritirato, NP non partito, FT fuori tempo massimo.
| Francia     | Francia               | Francia     | Spagna            | Spagna                | Spagna            | Sud-Est       | Sud-Est            | Sud-Est       |
| ----------- | --------------------- | ----------- | ----------------- | --------------------- | ----------------- | ------------- | ------------------ | ------------- |
| 1           | Pierre Barbotin       | 46º         | 41                | Federico Bahamontes   | 4º                | 81            | Roger Chaussabel   | 88º           |
| 2           | Gilbert Bauvin        | 2º          | 42                | Salvador Botella      | 65º               | 82            | Jean Dotto         | 19º           |
| 3           | Louis Bergaud         | 54º         | 43                | Miguel Bover          | 74º               | 83            | Raymond Elena      | R 22ª         |
| 4           | André Darrigade       | 16º         | 44                | Miguel Chacón         | NP 21ª            | 84            | Lucien Fliffel     | FT 1ª         |
| 5           | Jean Forestier        | 12º         | 45                | Jesús Loroño          | 29º               | 85            | José Gil           | R 11ª         |
| 6           | Raphaël Géminiani     | 49º         | 46                | René Marigil          | 58º               | 86            | Nello Lauredi      | 7º            |
| 7           | François Mahé         | R 12ª       | 47                | Carmelo Morales       | 77º               | 87            | Jean Lerda         | 57º           |
| 8           | Jean Malléjac         | 34º         | 48                | Miguel Poblet         | NP 14ª            | 88            | Raymond Meyzencq   | 69º           |
| 9           | René Privat           | 9º          | 49                | Bernardo Ruiz         | 70º               | 89            | Joseph Mirando     | 75º           |
| 10          | Antonin Rolland       | 35º         | 50                | José Serra            | 81º               | 90            | Vincent Vitetta    | 53º           |
| Italia      | Italia                | Italia      | Svizzera          | Svizzera              | Svizzera          | Ovest         | Ovest              | Ovest         |
| 11          | Pierino Baffi         | 55º         | 51                | Werner Arnold         | 87º               | 91            | Amand Audaire      | 76º           |
| 12          | Agostino Coletto      | 27º         | 52                | Jacky Bovay           | R 4ª              | 92            | Arthur Bihannic    | R 11ª         |
| 13          | Angelo Conterno       | 41º         | 53                | Claude Frei           | 64º               | 93            | Roger Hassenforder | 50º           |
| 14          | Nino Defilippis       | 5º          | 54                | Jean-Claude Gret      | 60º               | 94            | Louis Caput        | 56º           |
| 15          | Alessandro Fantini    | 48º         | 55                | Hans Hollenstein      | R 2ª              | 95            | Claude Le Ber      | 59º           |
| 16          | Pasquale Fornara      | 24º         | 56                | Fausto Lurati         | R 2ª              | 96            | Eugène Letendre    | R 8ª          |
| 17          | Pietro Giudici        | 42º         | 57                | Remo Pianezzi         | 62º               | 97            | Joseph Morvan      | 63º           |
| 18          | Bruno Monti           | 23º         | 58                | Fritz Schär           | NP 5ª             | 98            | Fernand Picot      | 18º           |
| 19          | Gastone Nencini       | 22º         | 59                | Max Schellenberg      | 47º               | 99            | Maurice Quentin    | 25º           |
| 20          | Arrigo Padovan        | 26º         | 60                | Ernst Traxel          | FT 18ª            | 100           | Joseph Thomin      | 37º           |
| Belgio      | Belgio                | Belgio      | Lussemburgo Mista | Lussemburgo Mista     | Lussemburgo Mista | Île-de-France | Île-de-France      | Île-de-France |
| 21          | Jan Adriaensens       | 3º          | 61                | Antônio Barbosa Alves | 10º               | 101           | Nicolas Barone     | 38º           |
| 22          | Jean Brankart         | 39º         | 62                | Aldo Bolzan           | FT 18ª            | 102           | Stanislas Bober    | R 14ª         |
| 23          | Alex Close            | 17º         | 63                | Marcel Ernzer         | 51º               | 103           | Seamus Elliott     | R 4ª          |
| 24          | Fred De Bruyne        | 20º         | 64                | Charly Gaul           | 13º               | 104           | René Fournier      | R 3ª          |
| 25          | Gilbert Desmet        | 21º         | 65                | Edmond Jacobs         | FT 2ª             | 105           | Raymond Hoorelbeke | 40º           |
| 26          | Raymond Impanis       | 33º         | 66                | Willy Kemp            | 83º               | 106           | Jean Le Guilly     | FT 20ª        |
| 27          | Marcel Janssens       | 32º         | 67                | Nicolas Morn          | 68º               | 107           | Francis Siguenza   | 44º           |
| 28          | Stan Ockers           | 8º          | 68                | Brian Robinson        | 14º               | 108           | Henri Sitek        | FT 1ª         |
| 29          | Richard Van Genechten | 45º         | 69                | Jängy Schmit          | R 11ª             | 109           | Jean Skerl         | 72º           |
| 30          | André Vlayen          | FT 15ª      | 70                | Jean-Pierre Schmitz   | 36º               | 110           | Alfred Tonello     | 66º           |
| Paesi Bassi | Paesi Bassi           | Paesi Bassi | Nord Est-Centro   | Nord Est-Centro       | Nord Est-Centro   | Sud-Ovest     | Sud-Ovest          | Sud-Ovest     |
| 31          | Daan de Groot         | 15º         | 71                | Ugo Anzile            | R 16ª             | 111           | Philippe Agut      | 85º           |
| 32          | Jos Hinsen            | FT 15ª      | 72                | Mario Bertolo         | 43º               | 112           | Pierre Beuffeuil   | 31º           |
| 33          | Jef Lahaye            | 86º         | 73                | Roger Chupin          | 82º               | 113           | Albert Dolhats     | 78º           |
| 34          | Jan Nolten            | 28º         | 74                | Adolphe Deledda       | 71º               | 114           | Georges Gay        | R 11ª         |
| 35          | Mies Stolker          | R 9ª        | 75                | Camille Huyghe        | 80º               | 115           | Robert Gibanel     | 73º           |
| 36          | Piet van de Brekel    | R 10ª       | 76                | Pierre Pardoen        | FT 4ª             | 116           | Marcel Guitard     | 79º           |
| 37          | Leo van der Pluym     | 30º         | 77                | Raymond Reisser       | FT 4ª             | 117           | Valentin Huot      | 61º           |
| 38          | Wies van Dongen       | NP 11ª      | 78                | Gilbert Scodeller     | FT 20ª            | 118           | Maurice Lampre     | 67º           |
| 39          | Gerrit Voorting       | 11º         | 79                | Pierre Scribante      | 52º               | 119           | Tino Sabbadini     | 84º           |
| 40          | Wout Wagtmans         | 6º          | 80                | Roger Walkowiak       | 1º                | 120           | Jacques Vivier     | R 3ª          |